# Isopedella ambathala
Isopedella ambathala är en spindelart som beskrevs av Hirst 1993. Isopedella ambathala ingår i släktet Isopedella och familjen jättekrabbspindlar. Inga underarter finns listade i Catalogue of Life.